# Ajon
Ajon je ostrov v Čaunském zálivu Východosibiřského moře, oddělený od asijské pevniny dva kilometry širokým průlivem. Patří k Čukotskému autonomnímu okruhu Ruska. Má rozlohu 2 000 km², je 63 km dlouhý a 38 km široký. Ostrov je rovinatý (nejvyšší bod má nadmořskou výšku 64 m), pokrytý tundrou, bažinami a malými jezírky, vegetaci tvoří tráva Phippsia concinna. 

## Etymologie
Název pochází z čukčského slova ajo (mozek), popisujícího tvar ostrova, nebo ejo, což znamená „ožívat“: domorodci zde na jaře pasou soby, protože na ostrově taje sníh dříve než v okolí.

## Geografie
Ostrov patří k Čukotskému autonomnímu okruhu Ruska. Má rozlohu 2 000 km², je 63 km dlouhý a 38 km široký. Ostrov je rovinatý (nejvyšší bod má nadmořskou výšku 64 m), pokrytý tundrou, bažinami a malými jezírky, vegetaci tvoří tráva Phippsia concinna.
Na ostrově žije 242 obyvatel ve vesnici Ajon, druhá vesnice Elvunej je opuštěná.

## Podnebí
Průměrná roční teplota činí –11,4 °C. Absolutní maximum teploty bylo zaznamenáno v červenci 1975 při +30,2 °C a absolutní minimum v únoru 1978 bylo –51,3 °C.

## Historie
První zmínka o ostrově je spojena s pomorským mořeplavcem Isajem Ignatěvem, který v roce 1646 přistál na ostrově a obchodoval s domorodci. V roce 1761 ostrov navštívil ruský kupec Nikita Šalaurov, který ho zmapoval a pojmenoval Zavaděj. Téměř o st let později zde pobýval se svou expedicí ruský polárník Ferdinand Wrangel, který na mapě pojmenoval ostrov jako Sabaděj.
V roce 1933 byla na území ostrova provedena kolektivizace a bylo založeno družstvo Enmitagino, zaměřené na chov sobů. V roce 1950 bylo družstvo přeměněno na kolchoz, který byl jedním z nejvyspělejších na Čukotce, jeho stáda čítala tisíce sobů. V roce 1968 došlo k reorganizaci Enmitagina na sovchoz.
Od 21. března 1942 je na ostrově v provozu mořská hydrometeorologická stanice MG-2 pojmenovaná po sovětském polárníkovi Sidorovovi.
V polovině 80. let 20. století ostrov navštívilo několik expedic z přírodní rezervace na Wrangelově ostrově, aby zde studovaly biologii arktických ptáků a savců.
Po rozpadu SSSR si ostrov prošel těžkými časy. Počet sobů se prudce snížil z 22 tis. na 4 tisíce kusů. Ekonomika upadla, počet obyvatel se výrazně snížil. Ostrov zasažený nezaměstnaností a alkoholismem domorodých Čukčů se ve 21. století potýká s ekologickými problémy způsobenými rozbitým sklem a plasty, což přispívá k šíření nemocí mezi soby.